# (1358) Gaika
(1358) Gaika – planetoida z pasa głównego asteroid okrążająca Słońce w ciągu 3 lat i 329 dni w średniej odległości 2,48 au. Została odkryta 21 lipca 1935 roku w Union Observatory w Johannesburgu przez Cyrila Jacksona. Nazwa planetoidy pochodzi od Ngqiki (Gaika), przywódcy ludu Xhosa w Południowej Afryce. Przed nadaniem nazwy planetoida nosiła oznaczenie tymczasowe (1358) 1935 OB.